# El Club de las 25
El Club de las 25 es una asociación feminista española que se define como intergeneracional, integrada por mujeres de todos los ámbitos profesionales que tienen en común trabajar por la igualdad de género, la visibilización de las mujeres, la violencia contra la mujer, la brecha salarial o el acoso sexual.

## Origen y fundación
El Club de las 25 se constituyó en Madrid en el año 1997, siendo su fundadora y primera presidenta la periodista Karmele Marchante, reconocida como Presidenta de Honor del Club.  
En el año 2022 se celebraron los 25 años de activismo feminista de El Club de las 25.  
Empezó como un grupo de mujeres, formado fundamentalmente por periodistas parlamentarias, que se reunían a cenar o comer con alguna persona de interés donde se debatían temas de actualidad y relativos a los derechos de las mujeres. Un lugar de encuentro para mujeres feministas.    

## Objetivos y funcionamiento

### Objetivos
Entre sus objetivos destacan: la lucha por la igualdad real, brecha salarial, la visibilización de mujeres, promover la educación en igualdad entre hombres y mujeres, luchar contra la violencia machista y el acoso sexual. El Club de las 25 se declara abolicionista de la prostitución y contra los llamados vientres de alquiler.
Defensa y apoyo de la presencia de las mujeres en todas las esferas de la vida pública, la política, la empresa, la ciencia, la cultura, y el arte.
Divulgación de la cultura feminista de igualdad, sororidad, equidad y fomento de la participación activa de las mujeres en el ámbito público.

### Funcionamiento
El Club de las 25 está integrado por socias y para su funcionamiento cuenta con una Junta Directiva formada por, Presidenta, Vicepresidenta, Secretaria General, Tesorera y seis Vocales.
Anualmente se reúne la Asamblea General donde se analiza el año transcurrido, se evalúan las actividades realizadas y se proponen ideas y objetivos de futuro.

## Actividades

### Encuentros
Una de sus actividades más destacadas por su regularidad son los Encuentros:
Todos los meses se realiza un Encuentro presencial, en torno a una comida para abordar temas de actualidad con alguna mujer destacada, presentar algún libro o película. El Club de las 25 ha reunido a políticas, sindicalistas, intelectuales, profesionales de muy distintos ámbitos, periodistas o escritoras, entre otras, para pensar debatir y reflexionar sobre los derechos de las mujeres, la igualdad o proponer políticas de género.
Entre las actividades en defensa de los derechos de las mujeres en Afganistán hay que citar el apoyo realizado en 2021 a las campañas que desde la sociedad civil se iniciaron para pedir al Gobierno español y a la comunidad internacional la repatriación de las mujeres que huían como consecuencia del control del país por los Talibanes.

### Actos 8 marzo

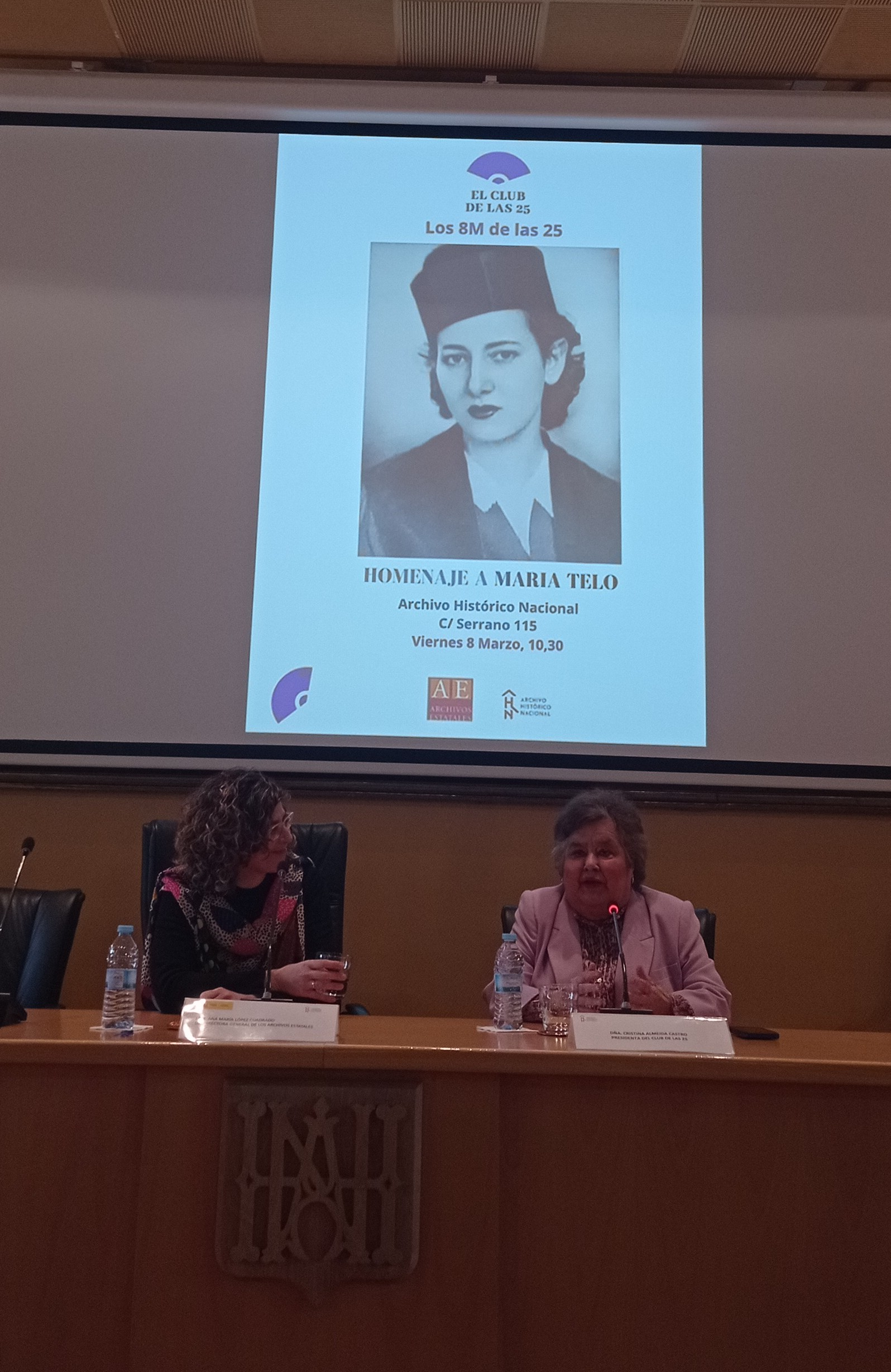
El Club de las 25.Homenaje a María Telo

En diciembre de 2022 la asociación participó junto con otras organizaciones en un acto en el Parlamento español donde se reunieron con la Comisión de Igualdad para apoyar a las mujeres afganas, la socia Mayte Carrasco, la presidenta Cristina Almeida y la también socia, Khalidja Amin explicaron la situación ante Carmen Calvo, presidenta de la Comisión de Igualdad. Esta situación límite se plasmó en un reportaje de RTVE.
El Club de las 25 realiza actos reivindicativos que tratan de dar visibilidad a las mujeres de todas las épocas, así por ejemplo en 2022 con motivo del Día Internacional de la Mujer, se eligió el lugar donde está ubicada la escultura de Julia (enfrente de lo que fue la Universidad Central de Madrid en la calle del Pez de Madrid) y que rinde homenaje a Concepción Arenal quien fuera la primera mujer que consiguió cursar los estudios de derecho. En este acto intervinieron una mujer afgana, una mujer rusa y otra ucraniana,  reivindicando las luchas pasadas y actuales en defensa de todas las mujeres del mundo y en contra de la violencia machista.
El día 8 de marzo (8M) de 2024 El Club rindió homenaje a María Telo con un programa de conferencias en el Archivo Histórico Nacional, con las intervenciones de Cristina Almeida, Consuelo Abril y Gloria Nielfa por parte del Club y Cecilia Martín por parte del Archivo.
El 8 de marzo de 2025 organizó el Encuentro sobre Dictaduras en España y Portugal resalta el papel del feminismo en la lucha por la democracia en el Congreso de los Diputados, la inauguración del acto corrió a cargo del Ministro de Política Territorial y Memoria Democrática, Ángel Víctor Torres, y la presidenta del Club de las 25, la abogada Cristina Almeida.  Durante la jornada se desarrolló una mesa redonda de mujeres expertas en la qué participaron la historiadora Gloria Nielfa y la periodista portuguesa María Antonia Palla moderada por Emilia Graña, politóloga. Otra de las ponentes Pilar del Río, presidenta de la Fundación Saramago, quién ofreció una ponencia sobre La Cuenca cultural del Atlántico Sur y el 8M, en la que reivindicó la importancia de la memoria feminista y la necesidad de seguir construyendo redes de solidaridad entre España, Portugal y América Latina.
El Club de las 25 ha participado en el patrocinio del documental Patriarcado. El organismo nocivo, dirigido por Teresa Soler y Albert Sanfeliu, que trata el tema de la violencia machista .

### Eje feminista Atlántico
En el año 2022 el Club de las 25 trabajó en lo que han denominado  “Eje feminista Atlántico”,  y como acto simbólico ha realizado la entrega de premios anuales en la residencia de la Embajada de Portugal.  En esta edición de los seis premios tres recayeron en mujeres portuguesas, María Antonia Palla, periodista y escritora,  la escritora Lidia Jorge y Teresa Salgueiro, cantante y compositora, fundadora del grupo Madredeus.
```
“Queremos mirar, ver y aprender de la magnífica forma de construir y de hacer en esta parte del Atlántico, referente en Europa, que es el país de Portugal, donde las mujeres son artífices del conocimiento. Queremos proyectar una mirada Feminista al Atlántico, hermanando a los dos países a través de la sororidad y el reconocimiento mutuo”, ha dicho Cristina Almeida.
[
1
]
```

## Proyectos

### Mujeres en Lucha: Democracia y feminismo en el último período franquista. 1965-1975
Este proyecto promovido e iniciado por El Club de las 25 trata de investigar, conocer mediante la realización de entrevistas a  a mujeres protagonistas del periodo estudiado y recuperar material que visibilice el feminismo y su aportación a la Democracia española para, así contribuir al conocimiento del pasado y a un conocimiento más equitativo y justo de la historia.  
El proyecto se ha estructurado en tres partes:  
1. Investigación Profunda: investigación detallada sobre el papel de las mujeres en la lucha por la democracia
2. Divulgación y Actividades Científicas: difusión de los resultados en conferencias, jornadas científicas y publicaciones como medio de compartir el conocimiento.
3. Creación de un Archivo Digital del movimiento feminista.

Los documentos conseguidos se incorporarán al archivo ADIFEM (Archivo Digital Feminista). 
El proyecto Mujeres en Lucha: Democracia y feminismo en el último período franquista. 1965-1975 se presentó en el Encuentro de El Club de las 25 celebrado en el mes de febrero de 2024 por la investigadora Carmen Gaitán Salinas,  Científica Titular del Departamento de Historia del Arte y del Patrimonio del Instituto de Historia del CSIC, quién asumió la investigación y las publicaciones científicas.
El proyecto ha sido subvencionado por la Dirección General de Memoria Democrática.  
Dentro de la actividad divulgadora este  proyecto fue presentado el día 15 de abril de 2024 en la ciudad de Vigo por Cristina Almeida y Magis Iglesias, presidenta  y vicepresidenta de El Club de las 25, y la investigadora Carmen Gaitán intervino en el acto telemáticamente.
En el mes de septiembre de 2024 el proyecto Mujeres en Lucha: Democracia y feminismo en el último período franquista. 1965-1975 se presentó en  la Embajada de España en Londres en colaboración con el Instituto Cervantes de Londres por Julia Pérez Correa, coordinadora del proyecto y socia de El Club de las 25,  Ana Baeza Ruiz, profesora titular en el Departamento de Historia del Arte de la Universidad de Loughborough, Irene Barreno García, investigadora del proyecto y predoctoral en el Instituto de Historia del CSIC, Abigail Loxham, profesora de la Universidad de Liverpool y Nuria Capdevila-Argüelles catedrática de la Universidad de Exeter y profesora de estudios hispánicos y de género. La apertura del acto fue realizada por el embajador de España para Reino Unido e Irlanda del Norte, José Pascual Marco y fue cerrado por el director del Instituto Cervantes en Londres,  Víctor Ugarte Farrerons. El acto fue moderado por Isabel Mastrodoménico, directora de la Agencia Comunicación y Género y socia de El Club de las 25.

### Solidaridad Mujeres Afganas necesita tu ayuda
Con la vuelta de los talibanes al poder en Afganistán las mujeres pasaron a sufrir la mayor desigualdad y persecución del mundo. El proyecto se inició 1922 para poder rescatar y sacar del país mujeres periodista y activistas amenazadas de muerte. Con el fin de poder mantener un apoyo sostenible para aquellas mujeres y sus familias que se encuentran en situación de especial vulnerabilidad se estableció un sistema de amadrinamiento.

## ADiFem - Memoria de las Mujeres
ADiFem es un proyecto para visibilizar aquello que existió y que perdurará  y que puede facilitar la recopilación y preservación documental del feminismo que culmina en la creación de El Archivo Digital del Movimiento Feminista.
El objetivo de este proyecto es recuperar e incorporar al archivo el caudal documental producido por organizaciones clandestinas españolas (de índole político, sindical o social) durante la etapa del tardofranquismo. El fondo documental responde a mujeres feministas militantes, afiliadas o simpatizantes del colectivo.
ADiFem pretende colaborar al conocimiento del movimiento feminista y sus aportaciones en la lucha y la consecución de la democracia en España.
Este archivo se ha formado con materiales históricos que están a disposición de la sociedad, para el estudio y la investigación del papel de la mujer en los cambios sociales producidos en la segunda mitad del siglo XX.
Este proyecto del Club de las 25 ha sido avalado por el Ministerio de Cultura de España y el Archivo Histórico Nacional.
En el mes de noviembre de 2023 se  celebraron unas jornadas de estudio, recopilación y difusión del patrimonio documental del feminismo en la sede del Archivo Histórico Nacional (AHN).

## Premios
El Club de las 25 otorga anualmente los Premios El Club de las 25,  (abanicos diseñados para cada premio) a personas que hayan destacado por la defensa de los valores que representan la igualdad, mujeres que son referentes de la cultura y el pensamiento, que propician la visibilidad de las mujeres, poniendo en valor su trayectoria. Estos premios se han entregado en el Hotel Palace de Madrid o en el Instituto Cervantes en Madrid.  

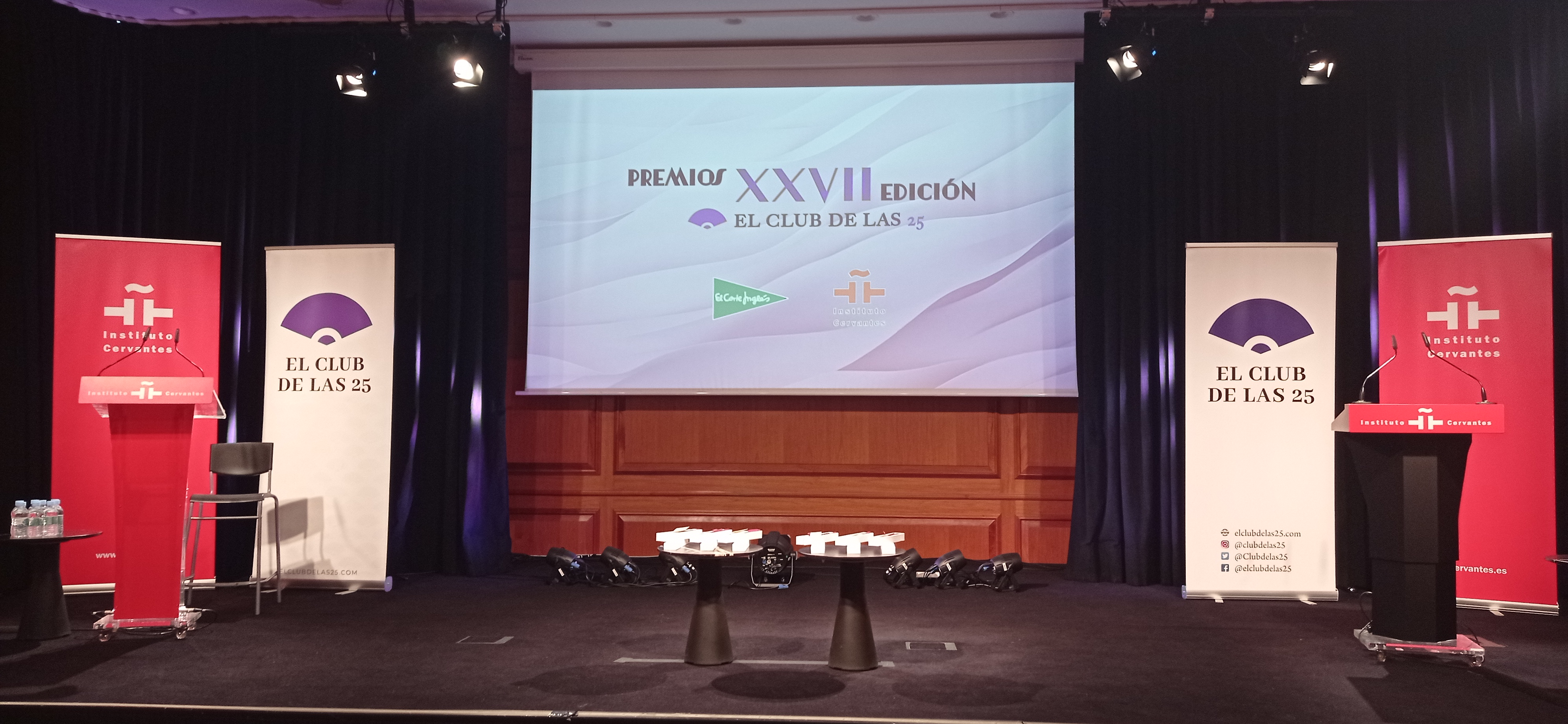
Instituto Cervantes. Premios El Club de las 25

Algunas de las premiadas a lo largo de los años han sido: Pepa Bueno,  Emma Bonino, María Dolores Pradera, Isabel Coixet, Concha Velasco, Estrella Morente, Terele Pávez, Almudena Grandes,  Margarita Salas, Ágatha Ruiz de la Prada, Teresa Perales, Lola Herrera, Icíar Bollaín, Leticia Dolera, Rigoberta Menchú, Bianca Jagger, Edurne Pasabán, Blanca Portillo, Mabel Lozano, Amparo Soler Leal, Pilar Jurado, Gisela Pulido, Carme Ruscalleda, María Teresa Fernández de la Vega, Manuela Carmena, Ascensión Mendieta, Margarita Robles, Soledad Murillo, Carlota Bustelo, Almudena Ariza, Lidia Jorge, Teresa Salgueiro o María Antónia Palla, Nadia Calviño, Begoña San José, María Blasco, María Teresa Revilla, Lola Herrera Arranz, Teresa Ribera Rodríguez, Silvia Intxaurrondo Alcaine, Eugenia Tenenbaum, Joana Vasconcelos,        
El tren de la Libertad o la ONG APRAMP o a Las Mujeres Afganas, Selección Femenina de Futbol de España.